# Callhyccoda
Callhyccoda är ett släkte av fjärilar. Callhyccoda ingår i familjen nattflyn.
Kladogram enligt Catalogue of Life:
| Callhyccoda | \| \| Callhyccoda albiviridis \| \| \| \| \| \| Callhyccoda mirei \| \| \| \| \| \| Callhyccoda viriditrina \| \| \| \| |
|             | \| \| Callhyccoda albiviridis \| \| \| \| \| \| Callhyccoda mirei \| \| \| \| \| \| Callhyccoda viriditrina \| \| \| \| |
|             | Callhyccoda albiviridis                                                                                                 |
|             | |
|             | Callhyccoda mirei |
|             | |
|             | Callhyccoda viriditrina                                                                                                 |
|             | |